# Тнеквеемская роща
Тнеквеемская роща — ботанический памятник природы регионального значения, расположенный в северо-восточной части Анадырского района Чукотского автономного округа.

## Географическое положение
Тнеквеемская роща находится в устьевое междуречье Тнеквеема и Кытапнайваама, в окружении холмисто-увалистой равнины, обрамляющей Канчаланскую низменность, южнее отрогов Чукотского нагорья.

## Характеристика
Роща представляет собой пойменный многоярусный лес из чозении (лат. Chosenia arbutifolia), с включениями тополя душистого (лат. Populus suaveolens). По её границе на надпойменных террасах произрастает кустарниковый ольховник. Ширина рощи доходит до 2 км (поперёк долины Тнэквеема) и до 10 км в длину. Поблизости на правобережных притоках реки встречаются отдельно стоящие деревья.
Древостой чозении достигает высоты 15—18 м при диаметре стволов 15—30 см. В нижнем ярусе преобладают кусты смородины красной и заросли ивняка.

## Особенности
Предполагается, что возраст рощи — ранне- или среднеголоценовый.
Парциальная флора рощи насчитывает 87 видов.
Уникальностью лесного массива является то, что он возник на открытой местности, в отличие от других пойменных рощ, встречающихся южнее, которые находятся под защитой от холодных ветров окружающими горами.

## Источник
- Беликович А.В., Галанин А.В., Афонина О.М., Макарова И.И. Ботанический памятник природы «Тнеквеемская роща» // Растительный мир особо охраняемых территорий Чукотки. — Владивосток: БСИ ДВО РАН, 2006. — 260 с.